# شهر خدا (فیلم ۲۰۰۲)
شهر خدا (به پرتغالی: Cidade de Deus) فیلمی برزیلی در ژانر جنایی محصول ۲۰۰۲ است. این فیلم توسط فرناندو میرلس و کاتیا لوند کارگردانی شده است. فیلم ابتدا در کشور برزیل، و در سال ۲۰۰۳ در سایر کشورها اکران شد. این فیلم بر اساس داستانی واقعی ساخته شده است.
فیلم روایتی از رشد جرم و جنایت در حاشیه شهر ریو دوژانیرو در خلال سال‌های دهه ۶۰ تا ۸۰ میلادی می‌باشد.

## داستان
فیلم در دهه ۱۹۸۰ در محله‌ای فقیرنشین در ریودوژانیرو آغاز می‌شود، جایی که گروهی از قاچاقچیان تحت فرماندهی «لیل زی»، رئیس بی‌رحم مواد مخدر، در تعقیب یک مرغ فراری هستند. این مرغ ناگهان میان آن‌ها و راوی داستان، «راکت» (بوسکاپه)، که جوانی علاقه‌مند به عکاسی است، توقف می‌کند. این لحظه‌ی پرتنش، چارچوب روایت غیرخطی فیلم را شکل می‌دهد که سقوط فاوِلا و خشونت‌های آن را طی دو دهه به تصویر می‌کشد.
دهه ۱۹۶۰: دوران شکل‌گیری مثلث نرم
داستان به عقب برمی‌گردد به دهه ۶۰، زمانی که محله «سیداد دی دئوس» تازه تأسیس و گرفتار فقر است. راکت کودک به تماشای برادر بزرگ‌ترش «گوس» و دوستانش «شگی» و «کلیپر» می‌نشیند که به «مثلث نرم» معروف‌اند؛ دزدان جوانی که با سرقت از کامیون‌ها و کسب‌وکارها، سود را بین ساکنان تقسیم می‌کنند تا آن‌ها در برابر پلیس محافظت کنند. در مقابل، «لیل دایس» جوان جاه‌طلبی است که تلاش می‌کند وارد دنیای آن‌ها شود.
«لیل دایس» با دستکاری مثلث نرم آن‌ها را ترغیب می‌کند به دزدی از یک متل که مهمانان ثروتمند دارد، اما در این عملیات خونینی رخ می‌دهد و او بدون اطلاع دیگران، تمامی ساکنان را می‌کشد. این واقعه باعث فروپاشی گروه می‌شود؛ کلیپر به کلیسا می‌پیوندد، شگی در درگیری با پلیس کشته می‌شود و گوس توسط «لیل دایس» به قتل می‌رسد. «بنی»، برادر شگی و دوست «لیل دایس»، در این خیانت شریک می‌شود.
دهه ۱۹۷۰: دوران حکمرانی لیل زی و مشکلات راکت
در دهه ۷۰، محله به مرکزی برای تجارت مواد مخدر و خشونت تبدیل شده است. «لیل دایس» اکنون «لیل زی» شده و با «بنی» در کنترل بازار است. تنها رقیب قابل توجه آن‌ها «کروت»، دوست دوران کودکی «بنی»، است. راکت نوجوان تلاش می‌کند در این دنیای پرآشوب عکاسی را دنبال کند و رابطه‌ای با «آنژلیکا» برقرار کند. وقتی راکت در جریان یک عملیات پلیس وارد مخفیگاه مواد مخدر می‌شود، «بنی» او را به خاطر نسبت خانوادگی‌اش می‌بخشد.
با گسترش خشونت، «لیل زی» برای سرکوب دزدان نوجوان به نام «رانتز» از خشونت استفاده می‌کند و یکی از آن‌ها را مجبور می‌کند دوستش را بکشد. در همین حال، راکت که به دنبال زندگی پاک است، پس از سرقت از محل کارش نزدیک است به جرم روی آورد، اما نصیحت‌های «ناک‌آوت ند»، کارمند با اصول اتوبوس و تک‌تیرانداز سابق، او را منصرف می‌کند.
«بنی» در حال برنامه‌ریزی برای فرار با «آنژلیکا» است، اما در مهمانی خداحافظی‌اش، درگیری با «لیل زی» رخ می‌دهد که طی آن «بلکی»، یک فروشنده ناراضی، به طور تصادفی «بنی» را می‌کشد. «کروت» برای جلوگیری از انتقام «بلکی» را می‌کشد. «لیل زی» پس از این وقایع، «ند» را مورد تجاوز قرار می‌دهد و با «کروت» متحد می‌شود که منجر به آغاز جنگ بین دو گروه می‌شود.
سال ۱۹۸۱: اوج خشونت و سرانجام
یک سال بعد، جنگ باندها به اوج می‌رسد. «ند» که اکنون چهره‌ای رسانه‌ای شده، در جریان یک سرقت بانک یک نگهبان را می‌کشد. راکت به عنوان خبرنگار برای یک روزنامه مشغول به کار است و تصاویر درگیری‌ها را ثبت می‌کند. عکس‌هایی که بدون اجازه او منتشر می‌شوند، زندگی‌اش را به خطر می‌اندازند، اما «لیل زی» که به دنبال تبلیغات رسانه‌ای است، از این تصاویر استقبال می‌کند. خبرنگار «مارینا» که مسئول انتشار عکس‌هاست، برای جبران اشتباهش راکت را به خانه‌اش دعوت می‌کند و راکت برای اولین بار عشق را تجربه می‌کند.
روایت به صحنه مرغ بازمی‌گردد؛ در بحبوحه درگیری پلیس، گروه «کروت» به «لیل زی» حمله می‌کند. «ند» یکی از یاران «لیل زی» را می‌کشد اما خودش به دست پسر نگهبان کشته می‌شود. «لیل زی» و «کروت» دستگیر می‌شوند اما «لیل زی» با پرداخت رشوه آزاد می‌شود. سرانجام، «رانتز» که برای قدرت و انتقام برنامه‌ریزی کرده‌اند، «لیل زی» را به قتل می‌رسانند. راکت جسد او را عکاسی و منتشر می‌کند که موجب پیشرفت حرفه‌اش به عنوان خبرنگار می‌شود، هرچند از افشای فساد پلیس چشم می‌پوشد تا جانش حفظ شود.
فیلم با نمایش نقشه حمله «رانتز» برای تصاحب محله و ادامه چرخه خشونت پایان می‌یابد. تصمیم راکت برای تنها مشاهده و ثبت واقعیت نشان‌دهنده تمایلش به فرار از این دنیای خشن از طریق هنر است.

## جوایز
این فیلم در چهار رشته جوایز اسکار نامزد شد: بهترین کارگردانی، بهترین فیلمبرداری، بهترین تدوین فیلم و بهترین فیلم‌نامه اقتباسی که در نهایت موفق به بردن هیچ‌یک از آن‌ها نشد.
این فیلم همچنین نامزد بهترین فیلم زبان خارجی جشنواره فیلم بفتا در سال ۲۰۰۲ شد و در همان دوره موفق شد جایزه بهترین فیلم‌نامه‌نویسی را نیز از آن خود کند و همین‌طور موفق شد نامزد بهترین فیلم زبان خارجی جایزه گلدن گلوب سال ۲۰۰۲ شود ولی موفق به کسب این جایزه نشد. فرناندو میرلیس نیز به موجب کارگردانی این فیلم توانست جایزه بهترین الهام دهنده جشنواره بین‌المللی فیلم تورنتو در سال ۲۰۰۲ را کسب کند.
در کل این فیلم موفق به کسب پنجاه و شش جایزهٔ معتبر و نامزدی برای بیست و شش جایزهٔ دیگر شده است.